# Шерадзко войводство (Жечпосполита)
Шерадзкото войводство (на полски: Województwo sieradzkie, на латински: Palatinatus Siradiensis) е административно-териториална единица в състава на Полското кралство и Жечпосполита. Административен център е град Шерадз.
Войводството е създадено чрез преобразуване на Шерадзкото княжество. Впоследствие към него е присъединена Велюнската земя. Административно е разделено на шест повята – Шерадзки, Шадковски, Пьотърковски, Радомски, Велюнски и Остшешовски. В Сейма на Жечпосполита е представено от шестима сенатори и шестима депутати. 
При втората подялба на Жечпосполита (1793) територията на войводството е анексирана от Кралство Прусия.